# Palais Ahmed Bey (La Marsa)
Pour les articles homonymes, voir Palais Ahmed Bey.
Le palais Ahmed Bey est un palais situé près de la place du Saf-Saf à La Marsa. Il a appartenu à Ahmed II Bey, fils d'Ali III Bey, qui a régné de 1929 à 1942.

## Histoire
Le palais est initialement construit par le comte Raffo pour sa résidence personnelle. Par la suite, il devient la propriété beylicale et connaît une expansion continue avec la construction de nouveaux bâtiments ajoutés sans ordre préétabli, aboutissant à un ensemble hétéroclite entremêlé de jardins. Des démolitions récentes ont toutefois diminué l'importance du palais, avec la suppression d'une partie de la façade, de la cour d'honneur et de la salle du trône.
En 2021, le palais est en cours de restauration.

## Architecture
Malgré les modifications et les démolitions, les appartements privés du bey subsistent, répartis entre deux étages au-dessus des espaces communs. On y accède depuis la cour d'entrée par un grand hall voûté suivi d'un escalier en marbre. Le patio supérieur, où se trouvent les chambres et les salons, est entièrement lambrissé de faïence espagnole et éclairé par des fenêtres hautes. Un balcon en fer relie les appartements du second étage.
Les salles d'apparat, de chaque côté de l'entrée, représentent un mélange de fidélité aux formes traditionnelles et d'innovations baroques, avec des arcs d'alcôve à lourde stalactite. Les vastes chambres étaient autrefois ornées de lustres de Venise, de tentures et de meubles dorés, reflétant le luxe habituel de l'époque.

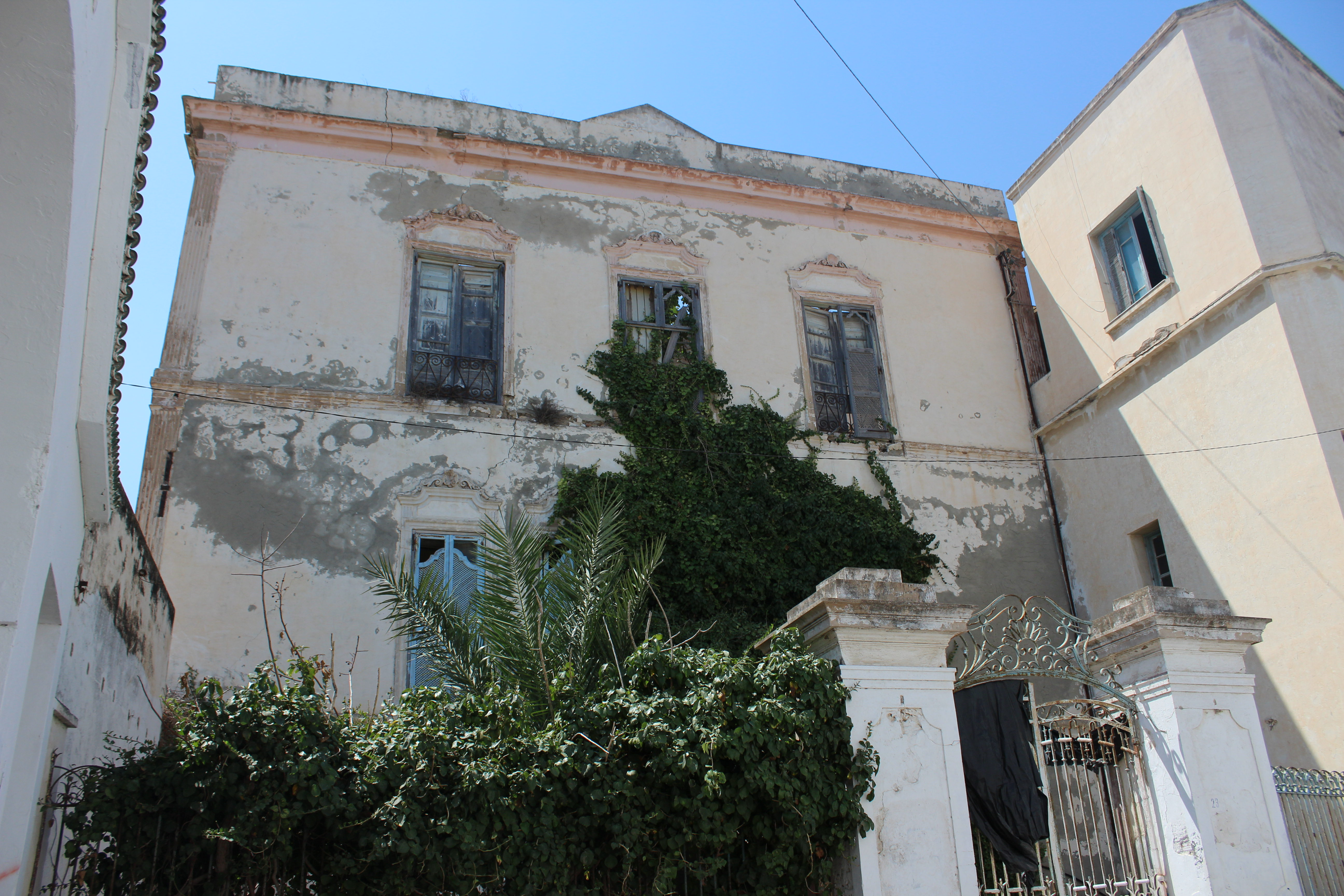
Façade.
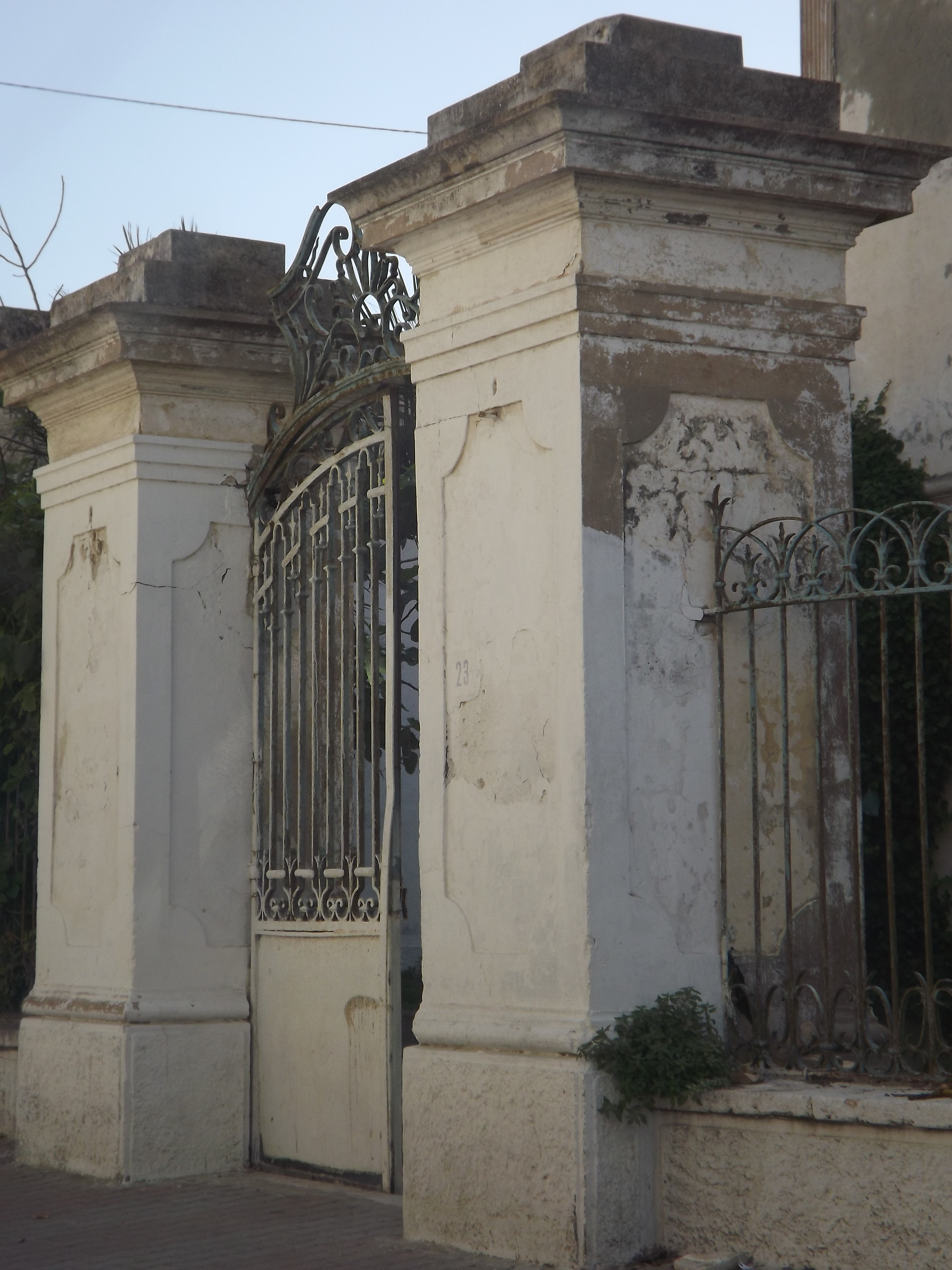
Entrée.
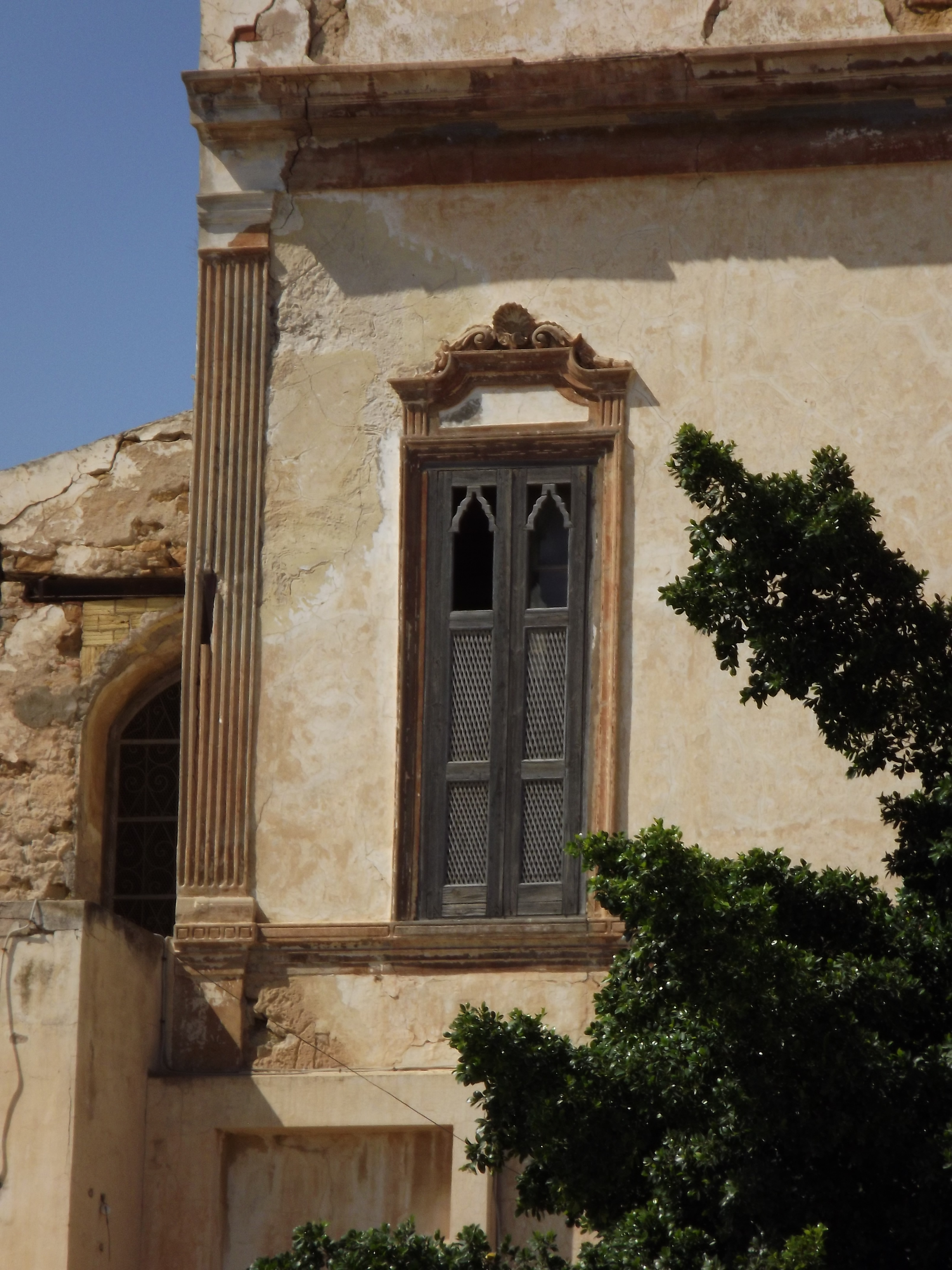
Fenêtre.
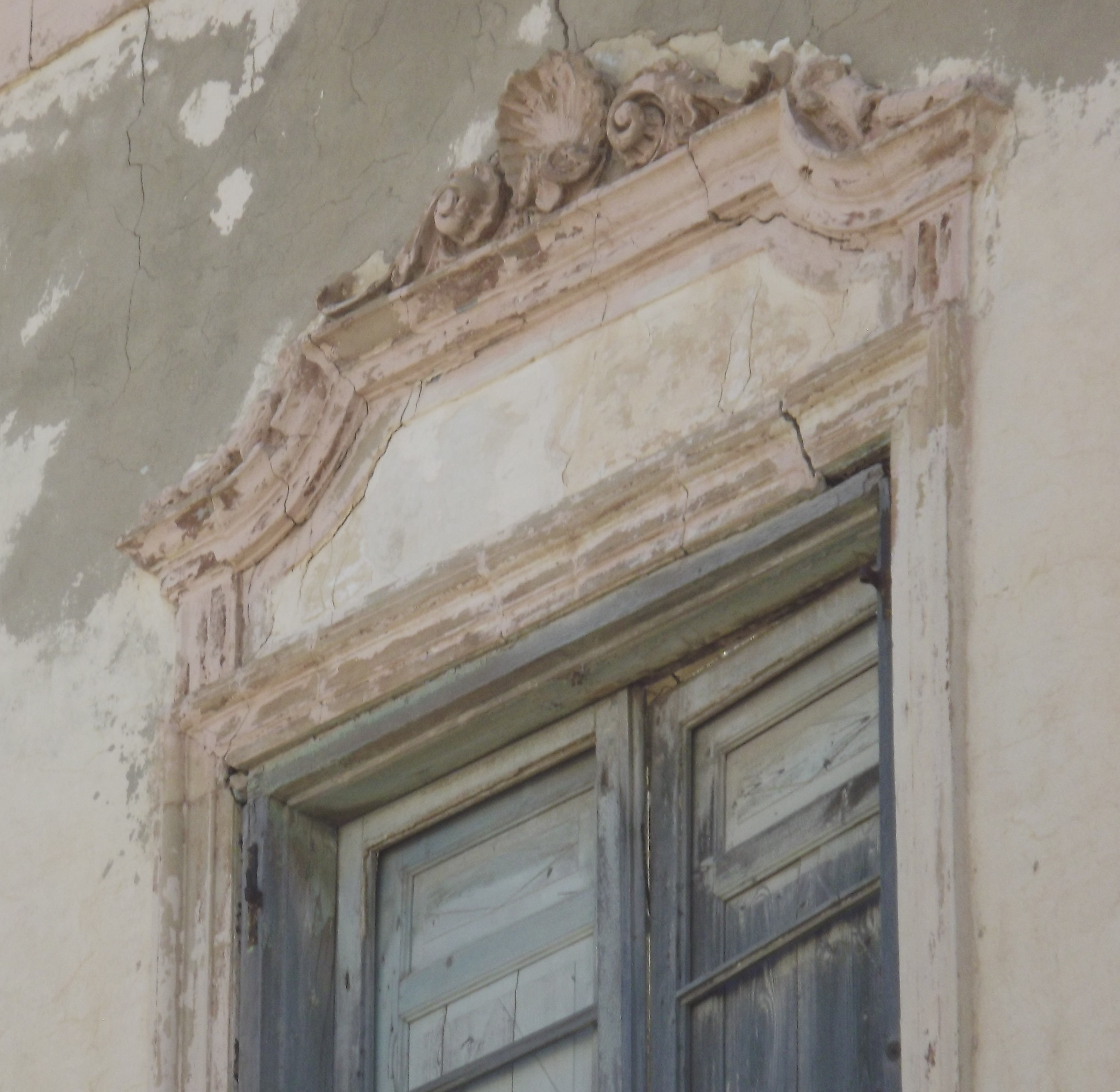
Détail de fenêtre.